# Temperance Town
Temperance Town è un cortometraggio muto del 1916 diretto da T.N. Heffron

## Produzione
Il film fu prodotto dalla Selig Polyscope Company.

## Distribuzione
Distribuito dalla General Film Company, il film - un cortometraggio in tre bobine - uscì nelle sale cinematografiche statunitensi il 5 giugno 1916.